# Неопсиходелія
Неопсиходелія (англ. neo-psychedelia )—жанр рок музики, який виник, в кінці 1970-х, років на початку 1980-х, років. Цей стиль який характеризує в собі звучання, і вплив психоделічного року, 1960-х років, виникає в, США, і особливо в Велико Британії, серед гуртів які виконували пост-панк, з елементами психоделічного року, і надихалися гуртами цього жанру. Основними неопсиходелічними гуртами того часу були: пост-панк-гурти, Echo & the Bunnymen, The Teardrop Explodes, Siouxsie and the Banshees, The Icicle Works, The Church та інші.